# 喇什色楞
喇什色楞（？—1773年），蒙古族，伊克昭盟鄂尔多斯右翼前旗人，鄂尔多斯右翼前旗札萨克固山贝子，后任伊克昭盟盟长兼鄂尔多斯济农。

## 生平
1734年，喇什色楞继袭鄂尔多斯右翼前旗札萨克固山贝子，并且担任伊克昭盟盟长兼鄂尔多斯济农。1739年，齐旺班珠尔接任伊克昭盟盟长兼鄂尔多斯济农。1773年，喇什色楞逝世。